# 別-200水上飛機
Be-200是在蘇聯解體後由別里耶夫設計局設計的噴射飛艇，不同於以往的軍事用途，Be-200是作為民用的水上運輸機或客機，此外它還能載12噸水執行灑水滅火。

## 基本資料
- 機長：32米
- 翼展：32.8米
- 機高：8.9米
- 翼面積：117.4平方米
- 空重：27,600公斤
- 最大起飛重量：41,000公斤
- 發動機：兩部Д-436ТП（俄语：Д-436）噴射發動機（每部推力73.5千牛）
- 最快時速：700公里/小時
- 航程：2,100公里
- 昇限：8,000米
- 乘員：2人+44名乘客

## 設計特點

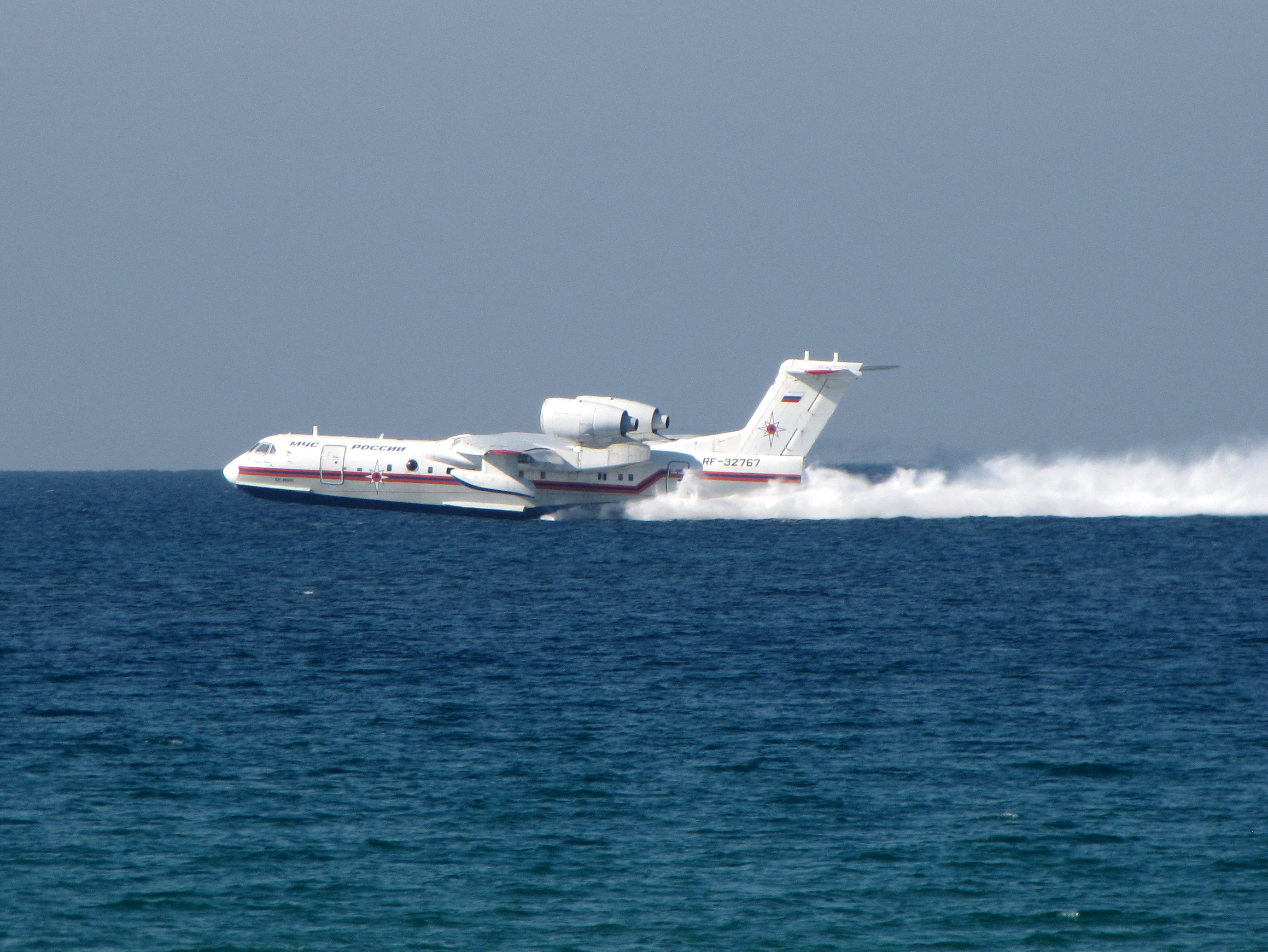
2010年卡梅尔山区森林大火期间执行任务时于地中海补水的Be-200

Be-200正如其他飛艇，其機身是船形，兩翼端有浮舟。Be-200是以民航客機為標準設計，全機密封加壓，駕駛艙採用現今客機流行的液晶顯示器，除了機組正副駕駛外還能乘坐44名乘客，兩個D-436PT噴射發動機被高高放在後機身，尾翼採用T字形設計，此外機身還能加上8個水箱去載12噸水去執行灑水滅火。

## 使用國家
- 俄羅斯